# Лукойл-България
„Лукойл-България“ ЕООД е търговско дружество със седалище в София, България, част от групата на „Лукойл“. Основната дейност на предприятието е пласментът на продукцията на нефтопреработвателния завод „Лукойл Нефтохим Бургас“ – течни горива, нефтохимикали и полимери. Това се осъществява, освен с продажби на едро и чрез верига от над 200 собствени и франчайзингови бензиностанции в цялата страна. През 2019 година „Лукойл-България“ има обем на продажбите 3,3 милиарда лева и нетна печалба преди облагане 76 милиона лева.
По обем на продажбите, 4,8 милиарда лева през 2008 година, Лукойл България се нарежда на трето място в страната и на шестдесето в Централна Европа.
От 2020 година управител на „Лукойл-България“ е Андрей Матюхов.